# Hawkins Bank
Lo Hawkins Bank è un grande banco di sabbia sommerso che si estende al di sopra della piana abissale delle Isole Mascarene al largo dell'Oceano Indiano. Appartenente alle Mauritius, è una ricca zona di pesca, tra le più importanti dell'Oceano Indiano, assieme al Saya de Malha Bank, al Nazareth Bank e ai Soudan Banks.